# Penyrheol, Trecenydd and Energlyn
Penyrheol, Trecenydd and Energlyn (en anglais) ou Penyrheol, Trecenydd ac Enau'r Glyn (en gallois) est une communauté du borough de comté de Caerphilly, au pays de Galles.
Comme son nom l'indique, elle se compose des villages de Penyrheol (en), Trecenydd (en) et Energlyn. Au recensement de 2011, elle comptait 12 537 habitants.